# Улица Якубовича (Санкт-Петербург)
У́лица Якубо́вича — улица в Адмиралтейском районе Санкт-Петербурга. Проходит от Исаакиевской площади до площади Труда.

## История названия
20 апреля 1738 года присвоено наименование Адмиралтейская улица (включая современный Адмиралтейский проспект) названа по Адмиралтейскому каналу. С 1776 года называлась Большая улица. Параллельно существовали названия Большой проспект, Ново-Исаакиевская улица, Большая Исаакиевская улица, Новоисаакиевская улица. С 1874 года закрепилось название Новая Исаакиевская улица.
6 октября 1923 года переименована в улицу Декабриста Якубовича, в память декабриста А. И. Якубовича (1792—1845). С 1925 года появляется современный вариант написания улица Якубовича.

## Примечательные здания и сооружения

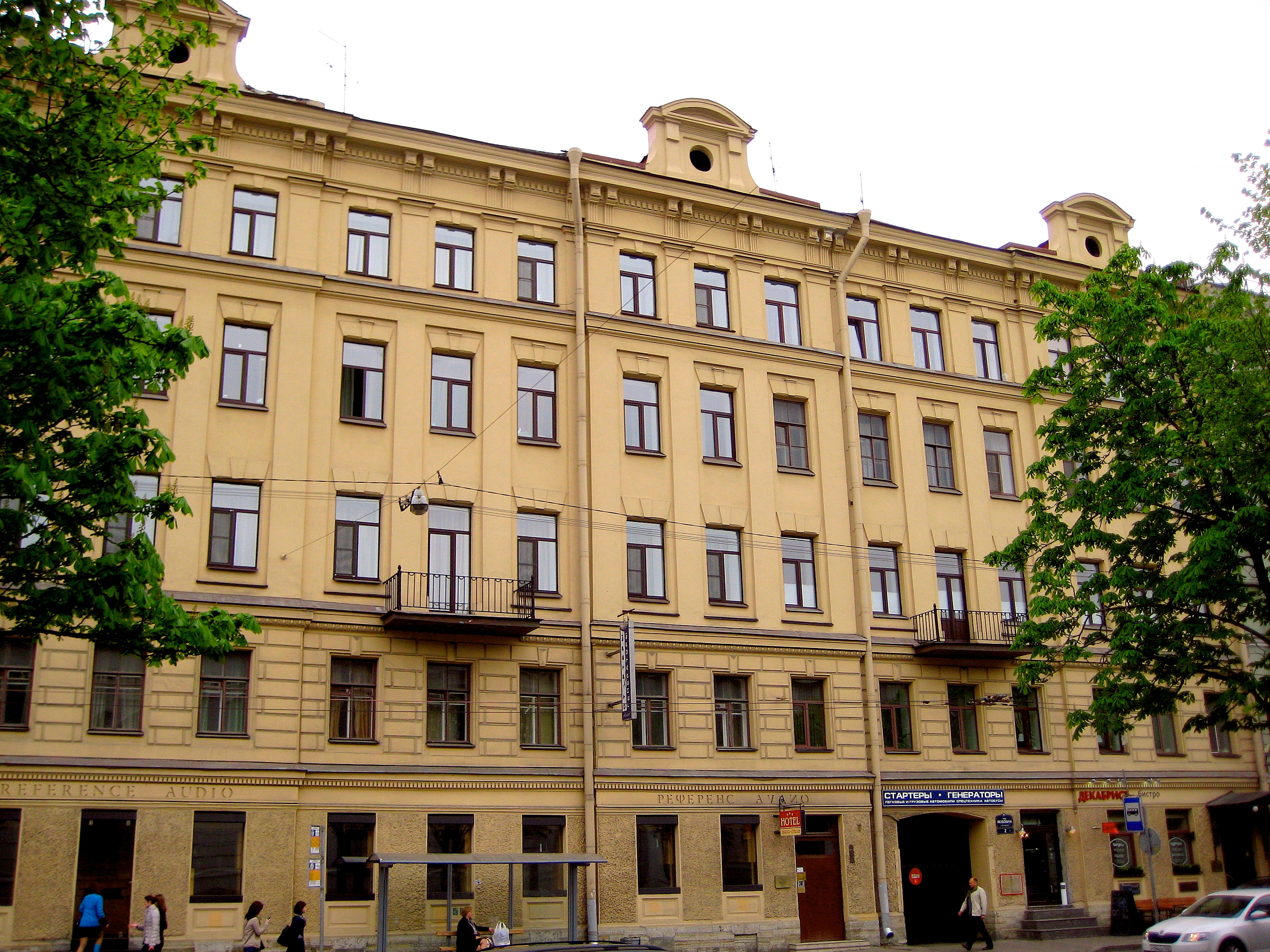
Доходный дом К. Л. Миллера, ул. Якубовича улица, д. 2

В XVIII веке по трассе улицы проходил Мастерской канал (ветвь Адмиралтейского канала, засыпан в 1797—1798 годах). В 1782—1789 годах построен дом № 12 (Почтамт). В 1804—1807 годах сооружены манеж, казармы и конюшни Конногвардейского полка (дома № 1 и № 3).
Застройка XVIII—XX веков:
- дом № 2 и 2/3 — особняк и доходный дом К. Л. Миллера, вторая половина XVIII века, перестроен в 1879—1890 годах, архитектор Ф. Л. Миллер)[3][4];
- дом № 4 — 1740-е годы, перестроен в 1902 году и в 1950-х годах);
- дом № 10 — жилой дом Почтового ведомства, 1875—1877, архитекторы А. Г. Вейденбаум, А. С. Эрбер;
- дом № 14 — дом Л. И. Коростовцева, конец XVIII века, перестроен в середине XIX века[4];
- дом № 16 — бывшая британо-американская церковь Иисуса Христа (1839—1840 годы), перестроена в 1890 году[4];
- дом № 18 — здание Управления городского телефона и телеграфа, 1860—1861, арх. Александр Кракау;  791410028630005
- дом № 22 — дом Тампера (1836 год, архитектор Е. Т. Цолликофер)[4][5].